# سنگ نگاره‌های دریاچه اونگا و دریای سفید
سنگ نگاره‌های دریاچه اونگا و دریای سفید (انگلیسی: Petroglyphs of Lake Onega and the White Sea) یک میراث جهانی یونسکو در روسیه، جمهوری کارلیا است که در ۲۸ ژوئیه ۲۰۲۱ در فهرست میراث جهانی یونسکو ثبت شد. این سایت میراث جهانی شامل ۳۳ سایت سنگ‌نگاره در دو خوشه است. این نقوش بر روی سنگ‌ها بین ۷ تا ۴ هزار سال پیش ساخته شده‌اند و نمایی از زندگی فرهنگ‌های دوران نوسنگی فنواسکاندیا را به نمایش می‌گذارند.
خوشه دریاچه اونگا در منطقه پودوژسکی دارای ۲۲ سایت سنگ‌نگاره با بیش از ۱۲۰۰ شکل است. این نقش‌ها عمدتاً پرندگان، حیوانات، تصاویر نیمه‌انسان و نیمه‌حیوان، و همچنین اشکال هندسی که احتمالاً نمایانگر ماه و خورشید هستند را نشان می‌دهند. یکی از سایت‌های مشهور در این خوشه در دماغه Besov Nos قرار دارد.
خوشه دریای سفید در منطقه بلمورسکی دارای ۱۱ سایت با بیش از ۳۴۰۰ شکل است که طبق گزارش نمایندگی دائمی فدراسیون روسیه در یونسکو، به وضوح به شکار و اغلب نمایشگر خود شکارچی هستند. علاوه بر این، این نقوش همچنین صحنه‌های قایق‌رانی، ابزارهای شکار و کار، و ردپای حیوانات و انسان‌ها را نیز نشان می‌دهند.